# France Anglade
France Anglade (ur. 17 lipca 1942 w Konstantynie, zm. 28 sierpnia 2014 w Verrière) – francuska aktorka filmowa.

## Filmografia
- 1961: Sławne miłości
- 1964: Le repas des fauves jako Sophie
- 1981: Chambre 17 jako Jacqueline
- 1991: Money jako Landau